# TR Warszawa
TR Warszawa (wcześniej Teatr Rozmaitości) – teatr znajdujący się przy ul. Marszałkowskiej 8 w Warszawie.
Jest samorządową instytucją kultury. Został założony w 1949 roku jako Państwowy Teatr Rozmaitości w Warszawie.

## Historia

### Przed i w trakcie II wojny światowej
Teatr mieści się w podziemiach kamienicy przy ul. Marszałkowskiej 8, zbudowanej w latach 1936–1937 według projektu pary wybitnych architektów: Maksymiliana Goldberga i Hipolita Rutkowskiego dla Heleny Pal, wdowy po Ferdynandzie Adolfie Palu – właścicielu Fabryki Przetworów Chemicznych „Dobrolin”. Podziemna sala, dzięki solidnej betonowej konstrukcji miała w razie wojny pełnić rolę schronu dla ludności cywilnej. Pierwotnie miał tu mieścić się kinoteatr, ale zamiast niego w styczniu 1939 roku otworzył działalność prywatny Teatr Marii Malickiej, głośnej polskiej aktorki okresu międzywojennego. Od stycznia do czerwca 1939 roku wystawiano tu zarówno lekkie komedie, jak i poważny repertuar, m.in. adaptację Pani Bovary Flauberta. Podczas okupacji niemieckiej w latach 1939–1944 kamienica razem z teatrem znalazła się w obrębie tzw. kwartału niemieckiego. Salę Teatru Malickiej zajął Deutsches Theater, w którym wystawiano spektakle operetkowe i pokazywano filmy dla niemieckich urzędników i żołnierzy.

### Lata 1945–1970
Po wojnie w teatrze powstała Scena Muzyczno-Operowa Miejskich Teatrów Dramatycznych pod kierunkiem śpiewaka Kazimierza Poredy. 4 grudnia 1945 r. wystawiono tu dwie jednoaktowe opery: Verbum Nobile Stanisława Moniuszki i Pajace Leoncavallo. Była to pierwsza premiera operowa w wyzwolonej Warszawie. Po przeniesieniu Sceny Muzyczno-Operowej do sali Romy, w sezonie 1948/49 na Marszałkowską 8 powrócił teatr dramatyczny, który w kolejnych sezonach działał pod zmieniającymi się nazwami: najpierw jako Rozmaitości, potem Teatr Dzieci Warszawy, Teatr Młodej Warszawy, aby w końcu powrócić do pierwotnej nazwy – Rozmaitości. W ten sposób jedna z najmłodszych scen Warszawy przyjęła nazwę jednego z najstarszych polskich teatrów, otwartego w 1779 roku Teatru Rozmaitości, siedziby pierwszego zespołu Teatru Narodowego Wojciecha Bogusławskiego.

### Lata 70. i 80.
W latach 70. w Rozmaitościach działał legendarny kabaret literacko-artystyczny – Studencki Teatr Satyryków pod dyrekcją Andrzeja Jareckiego, który proponował program oparty na współczesnej satyrze i komedii. W następnej dekadzie teatrem kierowali kolejno Andrzej M. Marczewski i Ignacy Gogolewski, podejmując próbę realizowania ambitniejszego repertuaru. Działalność sceny przerwał w 1988 roku pożar, który zniszczył widownię i część sceny, przedstawienia przeniesiono do Teatru Buffo.

### Lata 1994–1997
Próby reanimacji Rozmaitości na przełomie lat 80. i 90. nie powiodły się i dopiero w 1994 r. teatr wznowił regularną działalność. Do wyremontowanych wnętrz przeniósł się wtedy awangardowy Teatr Szwedzka 2/4, słynący z nowatorskich inscenizacji literatury XX wieku, jednak po pierwszym sezonie jego dyrektor artystyczny Wojciech Maryański zrezygnował. W 1996 roku dyrektor naczelny teatru Bogdan Słoński zaprosił na jego miejsce Piotra Cieplaka, reżysera głośnej Historyi o Zmartwychwstaniu Pańskim, który sformułował nowe hasło Rozmaitości – „teatr dla martensów” (od nazwy butów, modnych wśród młodzieży w latach 90.). Jego spektakle zrealizowane w Rozmaitościach: Historia o miłosiernej, czyli testament psa Ariano Suassuny (1997) i Skóra węża Slobodana Snajdera (1998) były otwarciem na nową estetykę i młodą publiczność, a jednocześnie wracały do podstawowych pytań o wartości i wiarę w życiu człowieka.

### Od 1997
Początkiem nowego rozdziału w historii Rozmaitości, a zarazem przełomem w rozwoju polskiego teatru stał się Bzik tropikalny wg Stanisława Ignacego Witkiewicza (premiera 18 stycznia 1997 r.). Był to debiut Grzegorza Jarzyny, studenta III roku wydziału reżyserii krakowskiej PWST, ucznia Krystiana Lupy. Do współpracy zaprosił go Bogdan Słoński z rekomendacji Marii Maj (Cieplak został dyrektorem artystycznym dwa tygodnie przed premierą). Spektakl, oparty na dwóch dramatach Witkacego: Mister Price i Nowe Wyzwolenie, był manifestem nowej teatralnej estetyki. Opowiadał o zderzeniu zachodniego racjonalizmu z mistyką Dalekiego Wschodu za pomocą języka popkultury. Jarzyna czerpał inspiracje z filmów Quentina Tarantino, Oliviera Stone, Pedro Almodóvara, wykorzystywał współczesną muzykę rockową m.in. utwory Sepultury. Spektakl z rewelacyjnymi rolami Cezarego Kosińskiego, Mai Ostaszewskiej, Magdaleny Kuty, Lecha Łotockiego, Mirosława Zbrojewicza i Adama Nawojczyka stał się przebojem i wywindował Jarzynę do rangi idola popkultury. Do 2005 roku, kiedy zszedł z afisza, zagrano go ponad 200 razy w Polsce i za granicą.
Sukces Bzika tropikalnego zbudował pozycję młodego reżysera w zespole, kiedy więc w 1998 roku Piotr Cieplak odszedł z teatru, jego następcą i naturalnym liderem został Grzegorz Jarzyna. W chwili gdy obejmował stanowisko dyrektora artystycznego był najmłodszym szefem teatru w Polsce, nie skończył jeszcze 30 lat. Pod jego kierunkiem Rozmaitości stały się główną kwaterą młodej generacji twórców, wchodzących na scenę z nową literaturą, tematyką i językiem. Do starego zespołu Rozmaitości, z którego zostali Maria Maj, Magdalena Kuta, Lech Łotocki i Mirosław Zbrojewicz, Jarzyna wprowadził nowych aktorów i aktorki, głównie po krakowskiej PWST: Maję Ostaszewską, Magdalenę Cielecką, Cezarego Kosińskiego. Później do zespołu dołączyli Aleksandra Konieczna i Marek Kalita (oboje wystąpili w drugim warszawskim spektaklu Jarzyny, Niezidentyfikowanych szczątkach ludzkich w Teatrze Dramatycznym, 1998), w kolejnych latach: Jacek Poniedziałek, Andrzej Chyra, Stanisława Celińska, Małgorzata Hajewska-Krzysztofik, Redbad Klijnstra i Danuta Stenka. W latach 1999−2002 dyrektorem naczelnym Teatru Rozmaitości był Jan Buchwald.
Do reżyserowania Grzegorz Jarzyna zaprosił Krzysztofa Warlikowskiego, tak jak on absolwenta krakowskiej PWST i ucznia Lupy. Przez kolejne osiem sezonów, od premiery Hamleta (1999) do Aniołów w Ameryce (2007), Rozmaitości były teatrem przede wszystkim tych dwóch reżyserów. Obok nich na scenie Rozmaitości reżyserowali także Redbad Klijnstra, Artur Urbański, Aleksandra Konieczna, Ingmar Villqist, Natalia Korczakowska, Łukasz Kos, Anna Augustynowicz, ale to Jarzyna i Warlikowski nadawali kierunek artystycznym poszukiwaniom teatru. Pierwsze spektakle Jarzyny adresowane były do młodej publiczności, która na Bziku tropikalnym czy Magnetyzmie serca wg Aleksandra Fredry szalała jak na koncertach rockowych. Warlikowski prowadził rozmowę z nieco starszą, inteligencką widownią, której proponował teatr bliski rytuałowi, brutalny, a zarazem plastycznie wysmakowany, oparty na reinterpretacjach Shakespeare’a (Hamlet, Burza) i antycznej tragedii (Bachantki), którego głównym tematem była płciowa i kulturowa odmienność.
Obaj reżyserzy dzielili fascynację twórczością Sarah Kane, której pierwszy dramat na scenie Rozmaitości wystawił Warlikowski. Premiera Oczyszczonych w grudniu 2001 r. miała równie przełomowy charakter, jak cztery lata wcześniej Bzik tropikalny Jarzyny. Chociaż nie było to pierwsze spotkanie polskiej publiczności z brutalistami (wcześniej wystawiało ich sztuki Towarzystwo Teatralne), to spektakl Warlikowskiego pokazał twórczość Kane w całej drastyczności tematyki i formy, wywołując gorącą dyskusję na temat granic ekspresji teatralnej. Po raz pierwszy na polskiej scenie pokazano miłość homoerotyczną w jej seksualnym aspekcie.
Trzy miesiące później, w lutym 2002 r. Jarzyna wystawił inną, nie mniej drastyczną sztukę tej samej autorki 4.48 Psychosis, studium depresji i autodestrukcji, która doprowadziła autorkę do samobójczej śmierci w 1999 r. Tu również pod estetyzującą oprawą inscenizacyjną ukryty był brutalny świat psychicznej choroby, niespełnienia, seksualnego głodu i samotności.

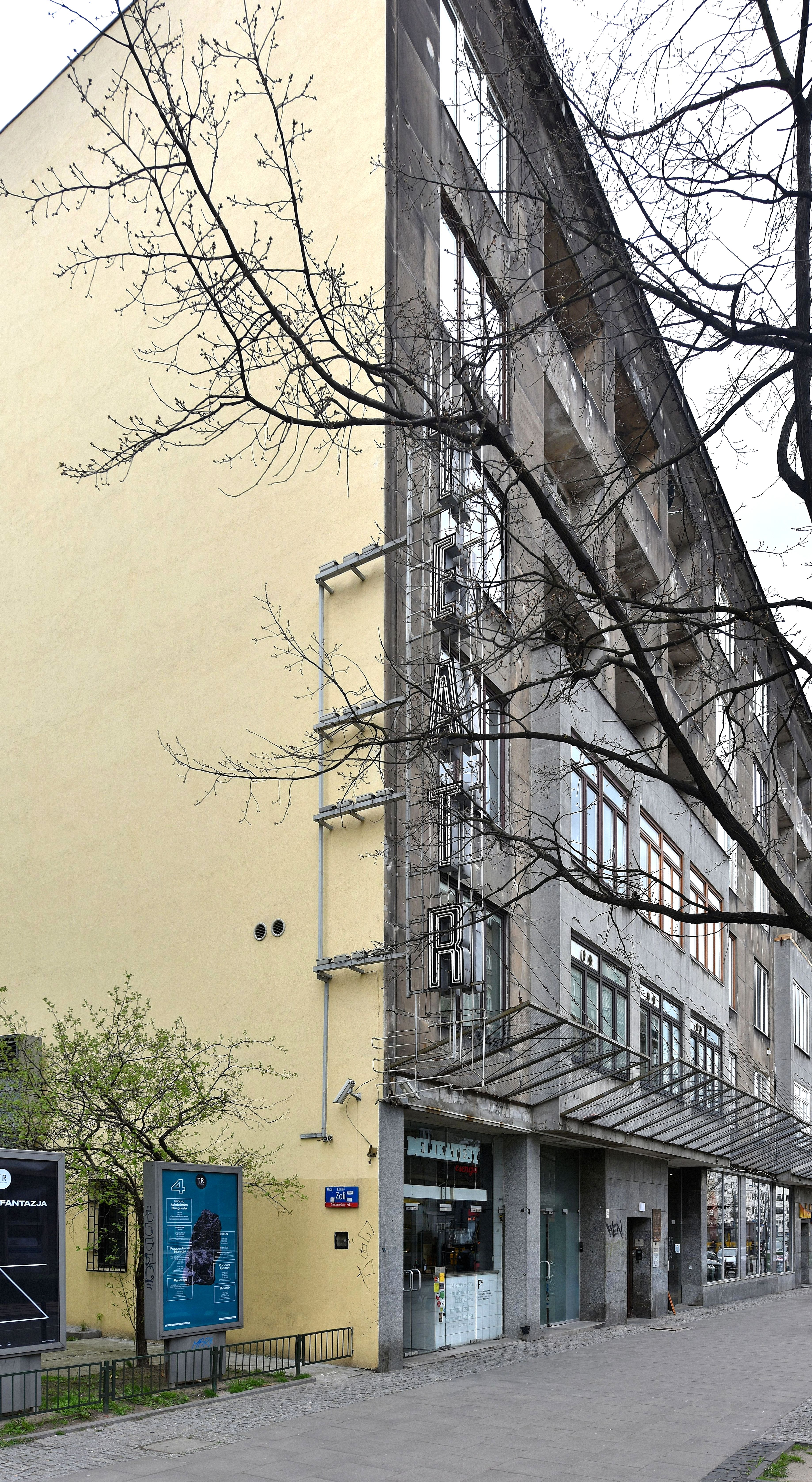
Siedziba teatru przy ul. Marszałkowskiej 8

Dramaty Sarah Kane na początku wieku określiły nowy kierunek Rozmaitości, które zaczęły eksplorować tematykę ciała, seksualnej tożsamości i odmienności, nieobecną wcześniej w oficjalnym teatrze. W ten nurt wpisywała się Uroczystość Thomasa Vinterberga i Mogensa Rukova w reż. Jarzyny (2001), teatralna adaptacja filmu duńskiej Dogmy 95, historia rodzinnego przyjęcia, w trakcie którego wychodzi na jaw prawda o tym, że ojciec przez wiele lat molestował swoje dzieci. Podobnie jak Christian, bohater Uroczystości, Teatr Rozmaitości psuł dobre samopoczucie rodzącej się polskiej klasy średniej, która w latach 90. odkrywała wolny rynek i konsumpcję, wskazywał na nierozwiązane problemy, ukryte winy i wypierane traumy.
Odważna estetyka i kontrowersyjne tematy wywołały protesty części prasy i zaniepokojenie władz samorządowych, finansujących teatr. Po premierze sztuki Shopping and Fucking, zrealizowanej gościnnie na scenie Rozmaitości przez niezależne Towarzystwo Teatralne, prawicowi radni warszawscy domagali się wycofania dotacji dla teatru. Protesty budził także Hamlet Warlikowskiego (1999), w którym książę duński przychodził do Gertrudy nagi, aby podkreślić czystość swoich intencji. Największa dyskusja wybuchła po Oczyszczonych. Na łamach konserwatywnego dziennika „Rzeczpospolita” krytyk Jacek Kopciński zarzucał realizatorom epatowanie ciałem i fizjologią. Na pamflet Kopcińskiego odpowiedział w „Dialogu” Piotr Gruszczyński, który dowodził, że spektakl nie jest naturalistyczny, ale poetycki. Sam Warlikowski na zarzuty o skandalizujący charakter jego twórczości odpowiadał: „Proszę nie pytać mnie o skandal – to rzeczywistość jest skandaliczna, to ona wywołuje spięcia, na których opiera się teatr”. Ataki na Rozmaitości zbiegły się w czasie z kampanią przeciwko sztuce krytycznej, jaką prowadziły środowiska katolickie w 1999 i 2000, za rządów katolicko-konserwatywnej koalicji AWS. W przypadku Rozmaitości krytyka zadziałała jak dodatkowa reklama – teatr przeżywał autentyczne oblężenie.
Z teatru, nazywanego przez środowisko teatralne „gettem” Rozmaitości na początku wieku XXI stały się jedną z wiodących scen Warszawy i całej Polski. Zespół Jarzyny występował na wszystkich liczących się festiwalach w Europie Zachodniej. Obaj twórcy pracowali także za granicą, Jarzyna reżyserował w Niemczech i Austrii, Warlikowski, wystawiał w Niemczech, Francji i Holandii, obaj zaczęli też pracować w operze. Do zespołu dołączył Michał Merczyński, menedżer i kulturoznawca, który w latach 2002–2005 pełnił funkcję dyrektora naczelnego teatru.
W 2003 roku teatr zmienił nazwę z Rozmaitości na TR Warszawa. Nowa nazwa podkreślała związek finansowanego przez miasto teatru z jego społecznym i historycznym otoczeniem: Warszawą. Zmiana nazwy miała także praktyczny wyraz: betonowy bunkier w podziemiach kamienicy przy ul. Marszałkowskiej już nie mieścił wszystkich chętnych widzów, scena była za mała na artystyczne ambicje zespołu. W związku z planowanym remontem siedziby w sezonie 2003/2004 Jarzyna zdecydował o wyprowadzeniu działalności teatru w przestrzeń miasta. W ramach specjalnego projektu, zatytułowanego Teren Warszawa powstała seria kameralnych spektakli, opartych na współczesnej dramaturgii, wystawianych w przestrzeniach nieteatralnych: biurowcu, klubie, dworcu, nieczynnej drukarni. Brali w nich udział studenci szkół teatralnych i niektórzy aktorzy z zespołu. Do remontu w końcu nie doszło (miastu nie udało się przejąć budynku teatru na własność), teatr wzbogacił się za to o nowych aktorów i aktorki: Jana Dravnela, Romę Gąsiorowską, Piotra Głowackiego, Agnieszkę Podsiadlik i nowe przedstawienia. Najgłośniejszym było Zaryzykuj wszystko George’a F. Walkera w reż. Jarzyny (2003), trashowy spektakl wystawiony w nieczynnym barze azjatyckim na Dworcu Centralnym w Warszawie, z panoramą miasta jako scenografią i pasażerami w poczekalni jako mimowolnymi statystami.
Kolejne premiery odbywały się również poza siedzibą: Dybuk w reż. Warlikowskiego w magazynie Wytwórni Wódek „Koneser” (2003), 2007: Macbeth w reż. Jarzyny (2006) w postindustrialnych wnętrzach dawnych Zakładów Waryńskiego, Giovanni w reż. Jarzyny na kameralnej scenie Opery Narodowej. W czerwcu 2008 roku teatr wystawił spektakl Jarzyny 2007: Macbeth w XIX wiecznym, pozbawionym dachu magazynie tytoniu pod Mostem Brooklińskim w Nowym Jorku, dźwięk był transmitowany do publiczności przez słuchawki, aby uniknąć miejskiego hałasu. Prezentacja pod Mostem Brooklińskim zainicjowała budowę w tym miejscu Teatru St.Ann’s Warehouse (został otwarty w 2015 roku).
Zejście z afisza Bzika tropikalnego w 2005 r. po ośmiu sezonach nieprzerwanego grania stanowiło kolejną cezurę w rozwoju TR Warszawa. Teatr, który przełamywał bariery artystyczne i obyczajowe, szukał nowego oblicza. W sezonie 2005/2006 Jarzyna przygotowywał kolejny projekt: TR/PL, poświęcony tym razem współczesnej, zaangażowanej dramaturgii. Do współpracy zaprosił grono młodych pisarzy i reżyserów: m.in. Dorotę Masłowską, Marka Kochana, Jana Klatę, Michała Bajera, Pawła Salę i Przemysława Wojcieszka, których zadaniem było opisanie polskiej rzeczywistości po transformacji i poszukiwanie nowej narracji dla polskiego teatru. Do najciekawszych efektów należał autorski spektakl Wojcieszka Cokolwiek się zdarzy, kocham cię (2005), poruszający problem nietolerancji w homofobicznym polskim społeczeństwie. Przedstawienie z grającym na żywo zespołem rockowym Pustki i scenami slamu poetyckiego podbiło młodą publiczność. Na afiszu pozostało przez kolejnych 10 sezonów. Drugim odkryciem projektu była debiutancka sztuka młodej pisarki Doroty Masłowskiej Dwoje biednych Rumunów, mówiących po polsku (2006), groteskowa opowieść o dwójce imprezowiczów ze stolicy, którzy podróżują autostopem przez prowincjonalną Polskę udając rumuńskich żebraków. Dwa lata później Masłowska napisała na zamówienie TR Warszawa kolejną sztukę: Między nami dobrze jest, w której sportretowała polskie społeczeństwo doby transformacji, podzielone ekonomicznie, żyjące w cieniu wojennej traumy.
Symbolem nowego, krytycznego oblicza teatru stała się współpraca TR Warszawa ze środowiskiem „Krytyki Politycznej”, kwartalnika młodej lewicy. Jego redaktor Sławomir Sierakowski prowadził na scenie teatru cykl debat pod hasłem „Linie podziału” wokół polityki i społeczeństwa. A w 2007 r. współpracował z Janem Klatą przy realizacji Szewców u bram wg Szewców Witkacego, politycznej satyry na rządy narodowo-katolickiej prawicy. Drugim znaczącym gestem było zaproszenie do współpracy René Pollescha, ikony niemieckiego lewicowego teatru politycznego. Znany z radykalnej krytyki neoliberalizmu reżyser wystawił w TR Warszawa autorski spektakl Ragazzo dell’Europa (2007), zjadliwą satyrę na ideologię turbokapitalizmu, a później Jackson Pollesch (2011) – komedię o przymusie kreatywności.
W 2008 roku doszło do rozłamu w zespole: Warlikowski opuścił TR Warszawa, aby objąć dyrekcję Nowego Teatru, utworzonego na bazie dawnego Teatru Nowego Adama Hanuszkiewicza w dawnej siedzibie Miejskiego Przedsiębiorstwa Oczyszczania na warszawskim Mokotowie. Razem z nim odeszli jego aktorzy (m.in. Magdalena Cielecka, Andrzej Chyra, Stanisława Celińska, Maja Ostaszewska, Jacek Poniedziałek). Jego ostatnią premierą pod szyldem TR Warszawa były Anioły w Ameryce Tony’ego Kushnera (2007), inscenizacja podobnie jak wcześniejszy Dybuk zrealizowana poza siedzibą teatru (premiera odbyła się w auli SGGW). W 2008 r. Warlikowski i Jarzyna po raz ostatni wystąpili razem, prezentując na Międzynarodowym Festiwalu w Edynburgu dwa spektakle: Dybuka i 4.48 Psychosis. Oba zostały świetnie przyjęte, krytyka zachwycała się zarówno reżyserią, jak i aktorstwem Magdaleny Cieleckiej, która za obie główne role otrzymała nagrodę Herald Angel.
Pierwszą dekadę XXI wieku zamykały dwie premiery Jarzyny Między nami dobrze jest i T.E.O.R.E.M.A.T. wg filmu Piera Paolo Pasoliniego (2009) – obie uznane za wydarzenia nawet przez dawnych oponentów TR Warszawa. W lipcu 2009 po serii ulewnych burz woda zalała foyer i scenę, wywołując straty sięgające 400 tys. zł. Mimo powodzi teatr nie przerwał działalności, spektakle Dwojga Rumunów mówiących po polsku odbyły się według planu. 20 lat po pożarze i 12 lat po błyskotliwym restarcie, teatr rozpoczął nowy etap.

## Działalność
TR Warszawa to nowoczesna instytucja kultury, łącząca działalność teatru repertuarowego z projektami interdyscyplinarnymi, wystawami, koncertami, projekcjami filmów. Jej trzonem jest stały zespół aktorski, w którego skład wchodzą aktorzy i aktorki z różnych pokoleń. Z teatrem stale współpracuje grono wybitnych polskich i zagranicznych reżyserów: obok Grzegorza Jarzyny m.in. Krystian Lupa, Kornél Mundruczó, René Pollesch, Yana Ross, Michał Borczuch, Krzysztof Garbaczewski. Wszystkich łączy nowatorskie podejście do sztuki teatru i odwaga w podejmowaniu artystycznego ryzyka.
Misją teatru jest poszukiwanie nowego języka teatralnego wyrażającego ducha współczesności, a jednocześnie odnajdywanie ponadczasowych i uniwersalnych tematów oraz archetypów ludzkich postaw i zachowań. Ważny element programu stanowi współpraca międzynarodowa, wiele przedstawień TR Warszawa powstaje w koprodukcji z festiwalami i teatrami na świecie, teatr często występuje za granicą, m.in. w 2012 roku inaugurował Międzynarodowy Festiwal w Edynburgu przedstawieniem Macbeth: 2008 w reż. Jarzyny, regularnie pokazuje swoje spektakle w Barbican Centre w Londynie i St. Ann’s Warehouse w Nowym Jorku. W 2016 roku spektakl Koncert życzeń w reż. Yany Ross z Danutą Stenką (koprodukcja Łaźnia Nowa, Kraków) prezentowany był na festiwalu Wiener Festwochen oraz na Maribor Theatre Festival i w Brooklyn Academy of Music w Nowym Jorku. W 2016 roku spektakl Męczennicy w reż. Grzegorza Jarzyny pokazywany był w Chinach w Tianjin Grand Theatre i Harbin Grand Theatre a spektakl Ewelina płacze Anny Karasińskiej odwiedził Tempo_Festiwal w Rio de Janeiro oraz Sao Paolo. Najnowszą międzynarodową koprodukcją teatru jest spektakl Iwona, księżniczka Burgunda w reż. Grzegorza Jarzyny. Przedstawienie powstało w Teatrze Narodów w Moskwie przy wsparciu Instytutu Adama Mickiewicza i Instytutu Polskiego w Moskwie.
TR Warszawa pracuje na rzecz przyszłości teatru, wspierając rozwój nowych twórców i poszukując nowych sposobów teatralnej ekspresji. Służył temu program warsztatowy Teren TR, realizowany w sezonie 2014/2015, będący kontynuacją projektów Teren Warszawa i TR/PL. Jego celem było poszukiwanie nowych sił teatralnych i dramaturgicznych oraz nowych pomysłów na spektakle i sztuki teatralne. Ze 160 zgłoszonych projektów wybrano pięć, które zostały zrealizowane w postaci przedstawień warsztatowych na scenie TR Warszawa. Dwa z nich: Ewelina płacze Anny Karasińskiej i Grind/r Piotra Trojana weszły do repertuaru teatru.
W nurcie Młodego TR powstają spektakle reżyserów i reżyserek rozpoczynających karierę, takie jak Możliwość wyspy w reż. Magdy Szpecht na podstawie powieści Michela Houellebecqa La Possibilité d’une île (2015) i Holzwege w reż. Katarzyny Kalwat wg tekstu Marty Sokołowskiej (2016), przedstawienie łączące dokumentalną opowieść o Tomaszu Sikorskim, współczesnym polskim kompozytorze, zmarłym tragicznie w 1988 r. z koncertem jego utworów na fortepian (spektakl otrzymał m.in. nagrodę dla najlepszego przedstawienia 22. Ogólnopolskiego Konkursu na Wystawienie Polskiej Sztuki Współczesnej). W sezonie 2015/2016 TR Warszawa zainicjował nagrodę Debiut TR, w ramach której wybrany reżyser lub reżyserka realizuje w TR Warszawa swój spektakl. Pierwszym laureatem został Jędrzej Piaskowski, student wydziału reżyserii warszawskiej Akademii Teatralnej, który w sezonie 2016/17 wyreżyserował w TR spektakl (prapremierę) na podstawie tekstu Magdy Fertacz „Puppenhaus. Kuracja”. Kolejnymi laureatami nagrody Debiut TR są: Klaudia Hartung-Wójciak, która zrealizowała zamykający sezon 2017/2018 spektakl „Chinka”, Grzegorz Jaremko, który wyreżyserował w TR przedstawienie „Woyzeck” na motywach dramatu Georga Büchnera (prem. 10 maja 2019) oraz Katarzyna Minkowska.
TR Warszawa wspiera rozwój nowej dramaturgii, zamawiając teksty i organizując czytania sceniczne nowych sztuk. Teatr wydaje własną serię wydawniczą „Nowa dramaturgia”, w ramach której publikowane są polskie i zagraniczne dramaty współczesne (do 2015 roku ukazało się w niej 11 tomów, m.in. dramaty Mariusa von Mayenburga, René Pollescha, Iwana Wyrypajewa, Doroty Masłowskiej).
Poza produkcją przedstawień, TR Warszawa prowadzi działalność w obszarze innych dziedzin sztuki. Stałym punktem programu są pokazy filmów młodych polskich i zagranicznych reżyserów w ramach cyklu Film TR, których kuratorem jest dziennikarz III Programu PR Ryszard Jaźwiński. W 2015 roku TR Warszawa wyprodukował pierwszy film fabularny: Między nami dobrze jest w reż. Grzegorza Jarzyny, premiera polska odbyła się w styczniu 2015 roku w Warszawie, a światowa na Międzynarodowym Festiwalu Filmowym w Karlowych Warach 2015.
TR Warszawa był pionierem w dziedzinie edukacji teatralnej. Działania edukacje prowadzone metodami pedagogiki teatru prowadzone są od 2006 roku i stanowią podstawę strategii rozwoju publiczności teatru. W ciągu 10 lat dział edukacji pod kierunkiem Anny Rochowskiej wypracował kilkanaście formatów (m.in. Mama, tata do teatru!, Kultura Dostępna, edukaToR, Starter, TR/TiSZ, POZA TR, TRwizja, Historyczno-teatralne warsztaty TwóRcze, Warsztaty Otwarte, Premiery studenckie), które rozwijają się wraz z teatrem i zmieniają pod wpływem samych uczestników.
Od 2013 roku w TR prowadzony jest program TR BEZ BARIER, w ramach którego osoby niepełnosprawne mogą odbierać spektakle dzięki audiodeskrypcji oraz polskim napisom. Organizowane są dla nich także specjalne warsztaty sensoryczne, przygotowujące do odbioru przedstawień.
W latach 1994–2005 teatr miał dyrektora naczelnego i artystycznego, w 2005 roku obie funkcje połączono, dyrektorem naczelnym został Grzegorz Jarzyna. W listopadzie 2013 roku stanowiska ponownie rozłączono, dyrektorem naczelnym został Wojciech Gorczyca, artystycznym – Jarzyna. Decyzję poprzedziło prawie roczne bezkrólewie, kiedy z powodu konfliktu z władzami miasta Jarzyna nie miał kontraktu dyrektorskiego, a teatr nie produkował nowych przedstawień. Pierwszą premierą po zażegnaniu kryzysu była Druga kobieta w reż. Jarzyny wg głośnego filmu Johna Cassavetesa The Opening Night, którego akcja rozgrywa się w teatrze podczas przygotowań do premiery (2014).
Autorem identyfikacji wizualnej teatru, projektów plakatów i programów jest Grzegorz Laszuk, grafik, twórca teatru Komuna Warszawa, który współpracuje z TR Warszawa od 1999 roku. W 2013 roku nakładem TR Warszawa i Fundacji Bęc Zmiana ukazała się książka „TR LASZUK. Dizajn i rewolucja w teatrze” pod red. Agaty Szydłowskiej, dokumentująca 15 lat współpracy grafika z TR Warszawa.
Planowana jest budowa nowej siedziby teatru na placu Defilad, którą razem z nowym budynkiem Muzeum Sztuki Nowoczesnej, projektuje nowojorski architekt Thomas Phifer. TR Warszawa i MSN będą współtworzyć nowe kulturalne centrum Warszawy oddające dynamiczny charakter miasta i jego mieszkańców. W nowej siedzibie teatru, realizującej idee otwartości, mobilności i wspólnotowości, znajdą się dwie wielofunkcyjne przestrzenie do prezentacji spektakli, sale prób, przestrzenie edukacyjne, bistro i restauracja.

## Spektakle w repertuarze (sezony 2015–2019)
- Woyzeck, reż. Grzegorz Jaremko (2019)
- Inni ludzie, Dorota Masłowska, reż. Grzegorz Jarzyna (2019)
- Rechnitz. Opera – Anioł Zagłady, reż. Katarzyna Kalwat (2019)
- Cząstki kobiety, reż. Kornél Mundruczó (2018)
- Dawid jedzie do Izraela, reż. Jędrzej Piaskowski (2018), spektakl w koprodukcji z Muzeum Historii Żydów Polskich Polin
- Chinka, reż. Klaudia Hartung-Wójciak (2018)
- Strach, reż. Małgorzata Wdowik (2018)
- Dwa miecze, reż. Grzegorz Jarzyna (2017), spektakl zrealizowany w koprodukcji z Propel Performing Arts and Media i Shanghai Theatre Academy
- Proces, reż. Krystian Lupa (2017), spektakl produkowany przez Nowy Teatr w Warszawie w koprodukcji z TR Warszawa, STUDIOteatrgalerią i Teatrem Powszechnym im. Zygmunta Hübnera
- Kalifornia/Grace Slick, reż. René Pollesch
- Moja walka, reż. Michał Borczuch (2017)
- Fantazja, reż. Anna Karasińska (2017)
- Puppenhaus. Kuracja, Magda Fertacz, reż. Jędrzej Piaskowski (2017)
- G.E.N., reż. Grzegorz Jarzyna (2017)
- Piłkarze, reż. Małgorzata Wdowik (2016)
- SOUNDWORK, reż. Wojtek Blecharz (2016)
- (Iwona, księżniczka Burgunda, Witold Gombrowicz, reż. Grzegorz Jarzyna, spektakl zrealizowany przez Teatr Narodów w Moskwie w koprodukcji z TR Warszawa, 2016)
- Robert Robur, na podstawie powieści Mirosława Nahacza Niezwykłe przygody Roberta Robura, reż. Krzysztof Garbaczewski (2016)
- Jezioro, Michaił Durnienkow, reż. Yana Ross (2016)
- Możliwość wyspy, Michel Houellebecq, reż. Magda Szpecht (2015)
- Holzwege, Marty Sokołowskiej, reż. Katarzyna Kalwat (2016)
- Grind/r, reż. Piotr Trojan (2015)
- Ewelina płacze, reż. Anna Karasińska (2015)
- Dokument podróży, reż. Agnieszka Przepiórska (2015)
- Męczennicy, na podstawie dramatu Mariusa von Mayenburga Märtyrer, reż. Grzegorz Jarzyna (2015)
- Koncert życzeń, wg Franza Xavera Kroetza, reż. Yana Ross, koprodukcja: Łaźnia Nowa w Krakowie i Festiwal Boska Komedia (2015)
- Druga kobieta, na podstawie scenariusza Johna Cassavetesa Opening Night, reż. Grzegorz Jarzyna (2014)
- Miasto snu, wg Po tamtej stronie Alfreda Kubina, reż. Krystian Lupa, koprodukcja: Théâtre de la Ville w Paryżu, Instytut Adama Mickiewicza, we współpracy z Teatrem Dramatycznym w Warszawie (2012)
- Nietoperz, na motywach Zemsty Nietoperza Johanna Straussa, reż. Kornél Mundruczó (2012)
- Nosferatu, na podstawie powieści Drakula Brama Stokera, reż. Grzegorz Jarzyna, koprodukcja: Narodowy Instytut Audiowizualny, Barbican Theatre, Dublin Theatre Festival, Adelaide Festival (2011)
- Jackson Pollesch, René Pollesch, reż. Renè Pollesch, koprodukcja: Konferencje Teatralne, Instytut Goethego, Fundacja Współpracy Polsko-Niemieckiej (2011)
- Wiarołomni, Ingmar Bergman, reż. Artur Ildefons Urbański (2010)
- Między nami dobrze jest, Dorota Masłowska, reż. Grzegorz Jarzyna, koprodukcja: Schaubühne am Lehniner Platz (2009)
- Portret Doriana Graya, Oscar Wilde, reż. Michał Borczuch (2009)
- T.E.O.R.E.M.A.T., na podstawie twórczości Piera Paolo Pasoliniego, reż. Grzegorz Jarzyna (2009)
- Ragazzo dell’Europa, René Pollesch, reż. René Pollesch, koprodukcja: Goethe-Institut Warschau, przy wsparciu Fundacji Współpracy Polsko-Niemieckiej (2007)
- Anioły w Ameryce, Tony Kushner, reż. Krzysztof Warlikowski, koprodukcja: Comédie de Valence Centre Dramatique National Drôme-Ardèche, Maison de la Culture d’Amiens – Scène Nationale, TNT – Théatre National de Toulouse – Midi-Pyrénées (2007)
- Giovanni, na podstawie Don Giovanniego Mozarta i Don Juana Moliera, reż. Grzegorz Jarzyna (2006)
- 2007: Macbeth, wg Shakespeare’a, reż. Grzegorz Jarzyna (2005)
- Krum, Hanoch Levin, reż. Krzysztof Warlikowski, koprodukcja: Narodowy Stary Teatr w Krakowie (2005)
- Zaryzykuj wszystko, George F. Walker, reż. Grzegorz Jarzyna (2003)
- 4.48 Psychosis, Sarah Kane, reż. +, koprodukcja: Teatru Polskiego w Poznaniu (2002)
- Oczyszczeni, Sarah Kane, reż. Krzysztof Warlikowski, koprodukcja: Wrocławski Teatr Współczesny i Teatr Polski w Poznaniu (2002)
- Uroczystość, Thomas Vinterberg, Mogens Rukov, reż. H7 (2001)

## Spektakle archiwalne (1997-2010)
- Metafizyka dwugłowego cielęcia, Stanisław Ignacy Witkiewicz, reż. Michał Borczuch (2010)
- Areteia, Grzegorz Jarzyna, reż. Grzegorz Jarzyna, spektakl realizowany przez Schauspiel Essen w koprodukcji z Teatrem Rozmaitości w Warszawie w ramach projektu Odyseja Europa (2010)
- Solaris. Raport, na podstawie Solaris Stanisława Lema, reż. Natalia Korczakowska (2009)
- Lew w zimie, James Goldman, reż. Grzegorz Jarzyna, w koprodukcji z Burgtheater (2007)
- Szewcy u bram, według Szewców Stanisława Ignacego Witkiewicza, reż. Jan Klata (2007)
- Dwoje biednych Rumunów mówiących po polsku, Dorota Masłowska, reż. Przemysław Wojcieszek (2006)
- Strefa działań wojennych, Michał Bajer, reż. Natalia Korczakowska (2006)
- Weź, przestań, Jan Klata, reż. Jan Klata (2006)
- Helena S., na podstawie Portretu Heleny Moniki Powalisz, reż. Aleksandra Konieczna (2006)
- Cokolwiek się zdarzy, kocham cię, Przemysław Wojcieszek, reż. Przemysław Wojcieszek (2005)
- Benvolio i Rozalina, na podstawie „Romea i Julii” Shakespeare’a, reż. Redbad Klijnstra (2005)
- Patty Diphusa, według Pedro Almodóvara, reż. Marta Ogrodzińska (2004)
- Dybuk, Szymon Anski, Hanna Krall, reż. Krzysztof Warlikowski, koprodukcja: Wrocławski Teatr Współczesny (2003)
- Stosunki Klary, Dea Loher, reż. Krystian Lupa (2003)
- Burza, William Shakespeare, reż. Krzysztof Warlikowski (2003)
- Made in China, Mark O’rowe, reż. Redbad Klijnstra (2002)
- Obróbka, Martin Crimp, reż. Artur Urbański (2002)
- Howie i Rookie Lee, Mark O’rowe, reż. Artur Urbański (2001)
- Beztlenowce, Ingmar Villqist, reż. Ingmar Villqist (2001)
- Bachantki, Eurypides, reż. Krzysztof Warlikowski (2001)
- Książę Myszkin, według powieści Fiodora Dostojewskiego Idiota, reż. Mikołaj Warianow (2000)
- Hamlet, William Shakespeare, reż. Krzysztof Warlikowski (1999)
- Magnetyzm serca, według Ślubów panieńskich Aleksandra Fredry, reż. Sylwia Torsh (Grzegorz Jarzyna) (1999)
- Bzik tropikalny, na podstawie Mister Price’a oraz Nowego Wyzwolenia Stanisława Ignacego Witkiewicza, reż. Grzegorz Horst (Grzegorz Jarzyna) (1997)

## Zespół
Zespół artystyczny TR Warszawa tworzą: Jacek Beler, Jan Dravnel, Izabella Dudziak, Dobromir Dymecki, Mateusz Górski, Monika Frajczyk, Natalia Kalita, Magdalena Kuta, Lech Łotocki, Rafał Maćkowiak. Maria Maj, Sebastian Pawlak, Aleksandra Popławska, Tomasz Tyndyk, Justyna Wasilewska, Adam Woronowicz, Julia Wyszyńska, Mirosław Zbrojewicz, Agnieszka Żulewska.